# 布盧門菲爾德棄兵
布盧門菲爾德棄兵，是國際象棋開局別諾尼防禦的一種，走法為：1.d4 Nf6 2.c4 c5 3.d5 e6 4.Nf3 b5